# Eurhinosaurus
Eurhinosaurus is een geslacht van uitgestorven ichthyosauriërs dat leefde in het Vroeg-Jura van Europa (Engeland, Duitsland, Benelux, Frankrijk, Oostenrijk en Zwitserland). Eurhinosaurus verschijnt voor het eerst in het Onder-Toarcien en is voor het laatst te traceren in het Midden-Toarcien, dus het leefde ongeveer 180 miljoen jaar geleden. De lengte varieert sterk en wordt gespecificeerd als meer dan zes meter, de meeste exemplaren hebben echter een lengte tussen drie en vijf meter. Alleen de soort Eurhinosaurus longirostris wordt tegenwoordig erkend in dit geslacht.

## Naamgeving
In 1848/1851 benoemde Gideon Mantell een Ichthyosaurus longirostris. De soortaanduiding betekent 'met de lange snuit'. De naam werd gegeven aan holotype BMNH 14566, een skelet in de collectie van het British Museum.
In 1909 benoemde Othenio Abel een apart geslacht Eurhinosaurus. De geslachtsnaam is afgeleid van het Grieks eu, 'goed', en rhis, 'neus' als verwijzing naar de goed ontwikkelde snuit.

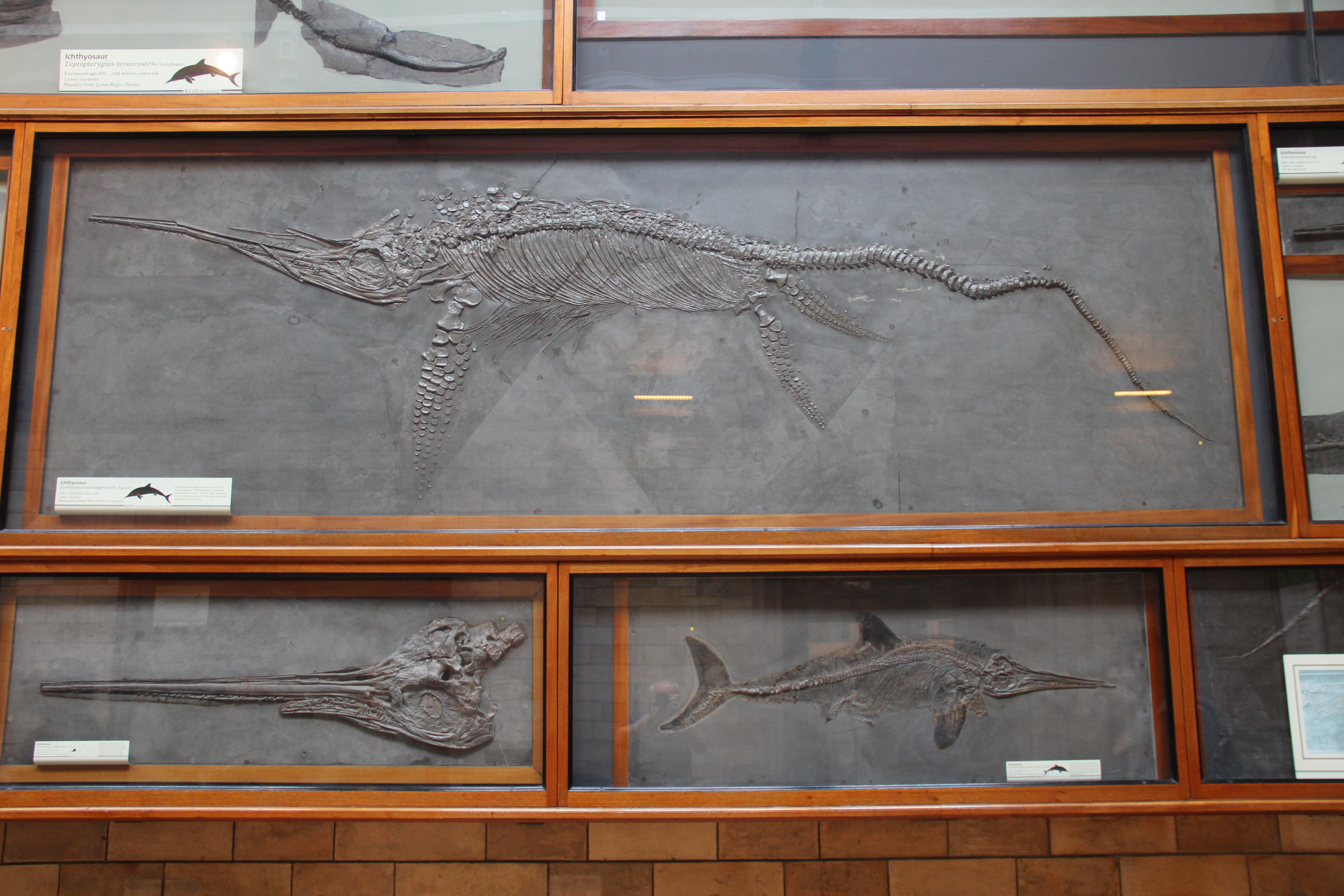
Bovenaan BMNH 14566

Verwarrend is dat Jager in 1856 ook een Ichthyosaurus longirostris benoemde maar met een ander type, specimen BMNH R5465. In 1930 hernoemde William Elgin Swinton dit tot een Eurhinosaurus huenei. Het is vermoedelijk een jonger synoniem.
In 2000 hernoemden Maisch & Matzke Excalibosaurus tot een Eurhinosaurus costini. Dit heeft geen navolging gevonden.

## Kenmerken

De grootte vergeleken met een mens

Vooral de extreme overbeet is kenmerkend voor het vijf meter lange geslacht Eurhinosaurus. De onderkaak is ongeveer zestig procent korter dan de bovenkaak, die is bezet met smalle en scherpe tanden. Bovendien zijn de sterk langwerpige en smalle voorvinnen een gemakkelijk herkenbaar kenmerk. De ook smalle achtervinnen bereiken meer dan tweederde van de lengte van de voorvin. Tot de synapomorfieën tellen ook het vierkante jukbeen in de achterste positie en gladde, puntige, smalle tanden. De ver naar achter liggende oogkas is opmerkelijk groot en afgerond en is de reden voor het sterk verminderde wanggebied. De supratemporale vensters (bovenste slaapvensters) zijn extreem klein, het supratemporale bot is zeer groot, van boven gezien, en strekt zich uit tot de rand van de oogkassen. In de onderste staartvinkwab was de wervelkolom minder gebogen dan bij veel andere soorten ichthyosauriërs. De hoek was waarschijnlijk slechts ongeveer drieëndertig tot vijfenveertig graden. De chevronbotten zijn kraakbeenachtig. Het lichaam droeg een rug- en staartvin en de vier ledematen hadden de vorm van vinnen.

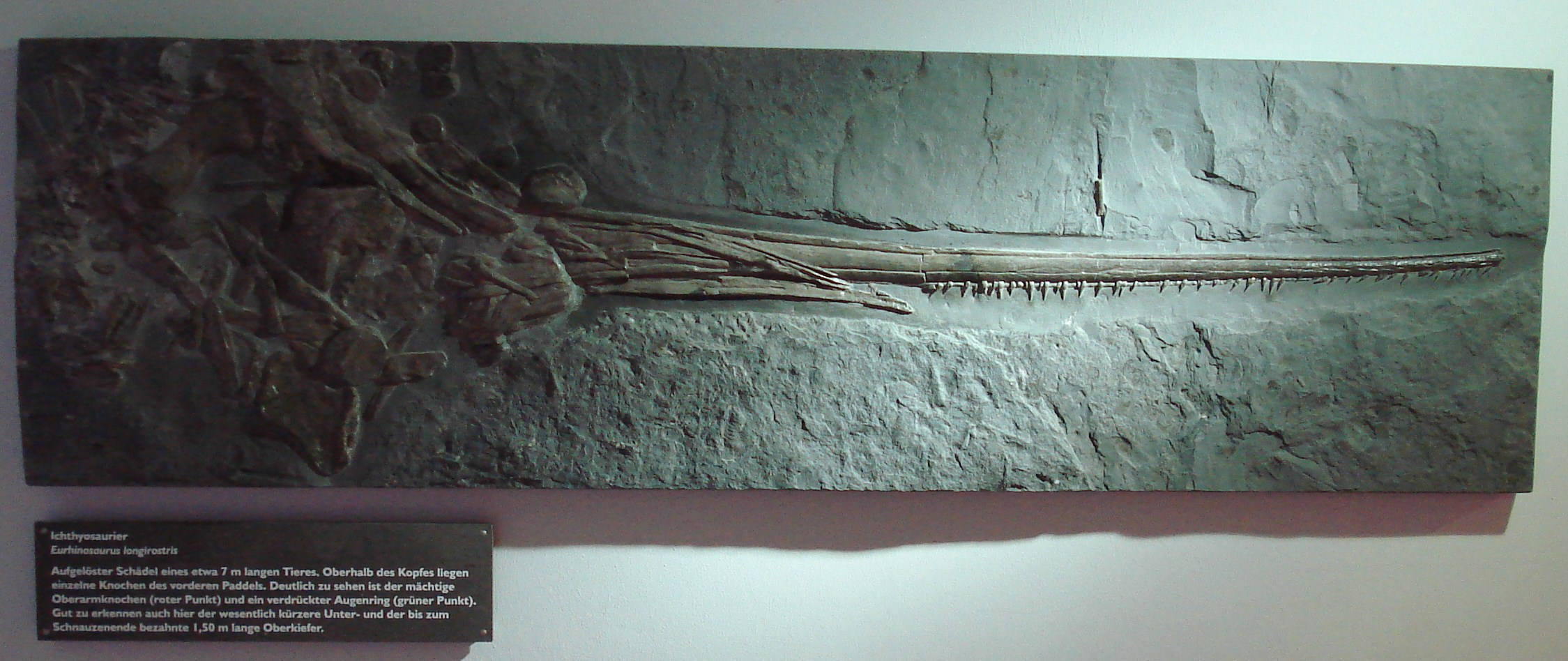
Fossiele schedel van Eurhinosaurus longirostris, waarbij de lange bovenkaak met de tanden goed te zien is

## Vondsten
Fossielen werden gevonden in Duitsland.

## Levenswijze
Eurhinosaurus leefde in een ondiepe zee met een diepte van maximaal honderd meter. Op dat moment was er in de Tethysoceaan een rijke fauna van koppotigen (bijvoorbeeld belemnieten, ammonieten enzovoorts), beenvissen (bijvoorbeeld Lepidotes, Dapedium), haaien (bijvoorbeeld Hybodus, Palaeospinax enz.) en mariene soorten (bijv. Stenopterygius, Steneosaurus etcetera). Het voedsel bestond vermoedelijk uit garnalen en inktvissen uit de bodem- en waterplantenvegetatie. Dit dier legde geen eieren meer, maar was levendbarend.

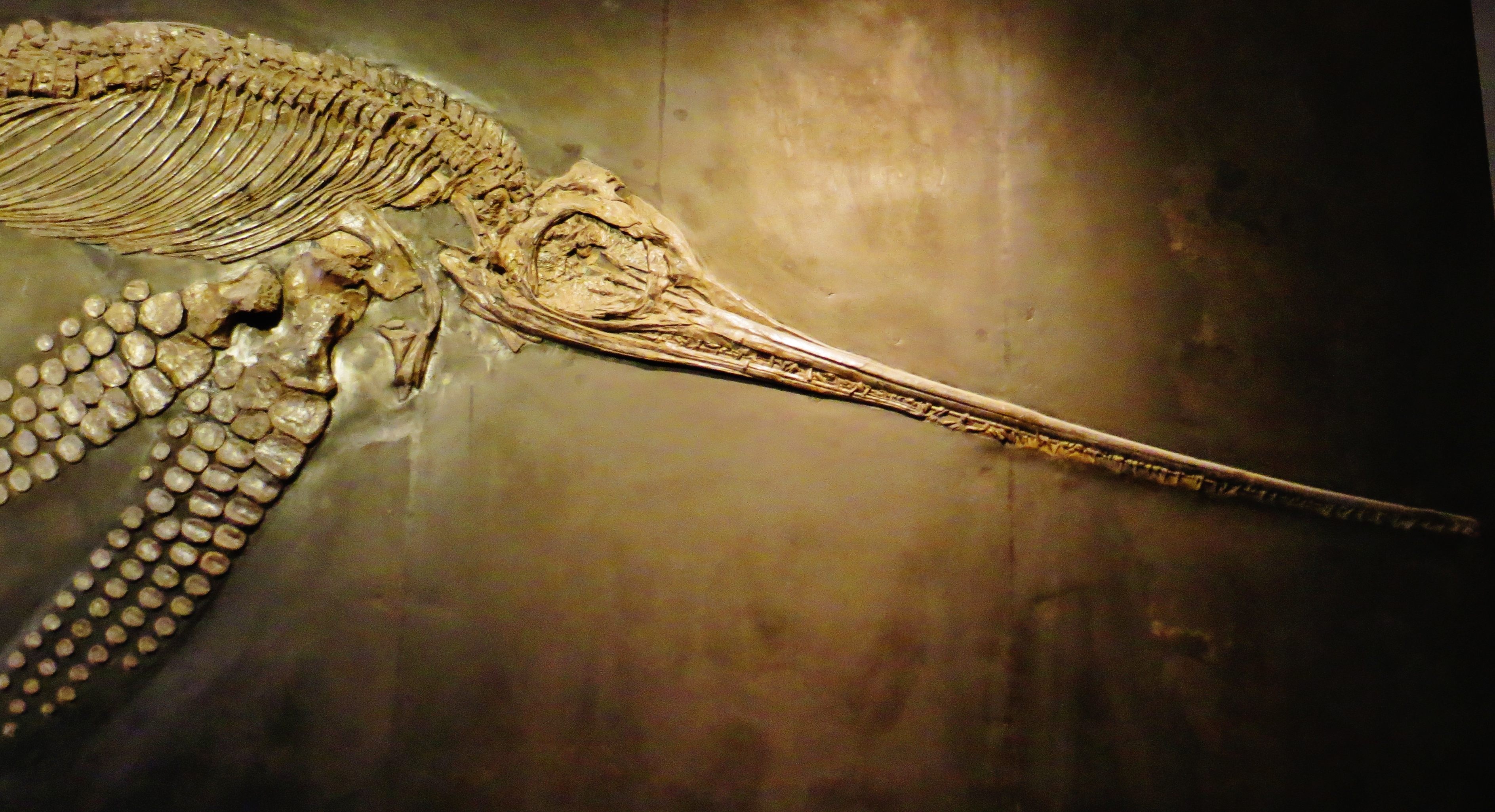
De functie van de snuit is onzeker

Er is veel gespeculeerd over de manier van leven van Eurhinosaurus. Friedrich von Huene is al van mening dat de lange snuit werd gebruikt om prooien te doorboren. De vertakte kanalen die op de bovenkaak verschijnen, vertegenwoordigen bloedpassages die de genezing van dit gevoelige deel van het lichaam zouden versnellen. McGowan is van mening dat Eurhinosaurus zijn prooi met zijn tanden verwondde door een snelle op en neer gaande beweging en deze vervolgens opat. Riess (1986) neemt daarentegen een bodemgerelateerd voedingsgedrag aan. De vertakkingen in het voorste gedeelte van de snuit zouden een sensorisch orgaan vertegenwoordigen waarmee Eurhinosaurus zijn prooi in het sediment zou hebben gevonden.

## Geografische verspreiding
Eurhinosaurus is een van de weinige supraregionaal verspreide mariene reptielen in het Toarcien. In tegenstelling tot eerdere meningen lijkt Eurhinosaurus geen zeldzaam type van zijn tijd te zijn. Maisch (1998) stelt dat Eurhinosaurus gedeeltelijk een derde vertegenwoordigt van alle Ichthyosaurus-vondsten in bepaalde regio's (Schömberg en Dotternhausen). De meeste exemplaren komen uit het Posidonienleisteen in het zuidwesten van Duitsland (Holzmaden, Dotternhausen en uit het Nedersaksische bekken in Schandelah). Eurhinosaurus werd ook gevonden in het Verenigd Koninkrijk (Whitby, Yorkshire), Luxemburg (Esch-sur-Alzette), Frankrijk (Digne-les-Bains, Alpes-de-Haute-Provence), Zwitserland (Staffelegg, Aargau) en Oostenrijk (Salzkammergut).
Het stratigrafische bereik van Eurhinosaurus longirostris is relatief klein. De soort komt voor het eerst voor in de semicelatum-zone in het Onder-Toarcien in Bisingen, Baden-Württemberg. De meest recente fossielen van dit type komen uit de grenszone van bifrons/variabilis uit Staffelegg in Zwitserland.

## Fylogenie
De Leptonectidae zijn nauw verwant aan de Temnodontidae en Suevoleviathanidae. Deze monofyletische groep heeft karakteristieke overeenkomsten. De leden hebben lange vinnen met drie tot vier primaire vingers. De boven- en onderkaken zijn sterk langwerpig en smal. De oogkas is extreem groot en het wanggebied is verkleind. De slaapvensters zijn klein, de tanden zijn klein, puntig, smal en hebben een glad oppervlak. 
Het volgende cladogram toont de relaties binnen de Leptonectidae en hun zustergroepen.
|  | Leptonectes                                                      |
|  |                                                                  |
|  | \| \| Excalibosaurus \| \| \| \| \| \| Eurhinosaurus \| \| \| \| |
|  |                                                                  |
|  | Excalibosaurus                                                   |
|  |                                                                  |
|  | Eurhinosaurus                                                    |
|  |                                                                  |

|  | Excalibosaurus |
|  |                |
|  | Eurhinosaurus  |
|  |                |

|  | Leptonectes                                                      |
|  |                                                                  |
|  | \| \| Excalibosaurus \| \| \| \| \| \| Eurhinosaurus \| \| \| \| |
|  |                                                                  |
|  | Excalibosaurus                                                   |
|  |                                                                  |
|  | Eurhinosaurus                                                    |
|  |                                                                  |

|  | Excalibosaurus |
|  |                |
|  | Eurhinosaurus  |
|  |                |

|  | Suevoleviathan |
|  |                |
|  | Thunnosauria   |
|  |                |

|  | Leptonectes                                                      |
|  |                                                                  |
|  | \| \| Excalibosaurus \| \| \| \| \| \| Eurhinosaurus \| \| \| \| |
|  |                                                                  |
|  | Excalibosaurus                                                   |
|  |                                                                  |
|  | Eurhinosaurus                                                    |
|  |                                                                  |

|  | Excalibosaurus |
|  |                |
|  | Eurhinosaurus  |
|  |                |

|  | Leptonectes                                                      |
|  |                                                                  |
|  | \| \| Excalibosaurus \| \| \| \| \| \| Eurhinosaurus \| \| \| \| |
|  |                                                                  |
|  | Excalibosaurus                                                   |
|  |                                                                  |
|  | Eurhinosaurus                                                    |
|  |                                                                  |

|  | Excalibosaurus |
|  |                |
|  | Eurhinosaurus  |
|  |                |

|  | Suevoleviathan |
|  |                |
|  | Thunnosauria   |
|  |                |

|  | Leptonectes                                                      |
|  |                                                                  |
|  | \| \| Excalibosaurus \| \| \| \| \| \| Eurhinosaurus \| \| \| \| |
|  |                                                                  |
|  | Excalibosaurus                                                   |
|  |                                                                  |
|  | Eurhinosaurus                                                    |
|  |                                                                  |

|  | Excalibosaurus |
|  |                |
|  | Eurhinosaurus  |
|  |                |

|  | Leptonectes                                                      |
|  |                                                                  |
|  | \| \| Excalibosaurus \| \| \| \| \| \| Eurhinosaurus \| \| \| \| |
|  |                                                                  |
|  | Excalibosaurus                                                   |
|  |                                                                  |
|  | Eurhinosaurus                                                    |
|  |                                                                  |

|  | Excalibosaurus |
|  |                |
|  | Eurhinosaurus  |
|  |                |

|  | Suevoleviathan |
|  |                |
|  | Thunnosauria   |
|  |                |

|  | Leptonectes                                                      |
|  |                                                                  |
|  | \| \| Excalibosaurus \| \| \| \| \| \| Eurhinosaurus \| \| \| \| |
|  |                                                                  |
|  | Excalibosaurus                                                   |
|  |                                                                  |
|  | Eurhinosaurus                                                    |
|  |                                                                  |

|  | Excalibosaurus |
|  |                |
|  | Eurhinosaurus  |
|  |                |

|  | Leptonectes                                                      |
|  |                                                                  |
|  | \| \| Excalibosaurus \| \| \| \| \| \| Eurhinosaurus \| \| \| \| |
|  |                                                                  |
|  | Excalibosaurus                                                   |
|  |                                                                  |
|  | Eurhinosaurus                                                    |
|  |                                                                  |

|  | Excalibosaurus |
|  |                |
|  | Eurhinosaurus  |
|  |                |

|  | Suevoleviathan |
|  |                |
|  | Thunnosauria   |
|  |                |

## Selectie van musea met exemplaren

### Duitsland
- Museum für Naturkunde, Berlijn
- Museum am Löwentor in Stuttgart (Staatlichen Museums für Naturkunde Stuttgart)
- Paläontologische Sammlung der Universität Tübingen
- Urwelt-Museum Hauff
- Urweltsteinbruch Fischer Holzmaden
- Werkforum und Fossilienmuseum – Holcim Süddeutschland, Dotternhausen
- Paläontologisches Museum München
- Senckenberg Museum, Frankfurt am Main
- Geopark-Informationszentrum, Königslutter am Elm

### Oostenrijk
- Haus der Natur Salzburg

### Frankrijk
- Muséum national d'histoire naturelle, Parijs
- Musée du Château des ducs de Wurtemberg

### Verenigd Koninkrijk
- Natural History Museum in Londen

### Zwitserland
- Paläontologisches Museum Zürich

### Canada
- Royal Ontario Museum, Toronto

### Verenigde Staten
- Burke Museum, Seattle